# Trematocranus
Trematocranus is een geslacht van straalvinnige vissen uit de familie van de cichliden (Cichlidae).

## Soorten
- Trematocranus labifer (Trewavas, 1935)
- Trematocranus microstoma Trewavas, 1935
- Trematocranus placodon (Regan, 1922)